# Ouranosaurus
 Ouranosaurus  (nach „Ourane“, dem Tuaregwort für „Tapferkeit“, mit dem auch der Wüstenwaran benannt wird, und „sauros“ gr. für Echse) ist eine Gattung ornithopoder Dinosaurier aus der Gruppe der Iguanodontia. Die einzige bislang beschriebene Art ist Ouranosaurus nigeriensis. Sie lebte in der Unterkreide (spätes Aptium) vor etwa 123 bis 113 Mio. Jahren in Afrika. Zwei fast komplette Skelette, bei einem fehlt der Schädel, wurden im westafrikanischen Niger gefunden.

## Merkmale
Ouranosaurus wurde sieben Meter lang und hatte einen relativ kurzen Schwanz. Er ist dem gut bekannten Iguanodon sehr ähnlich, unterscheidet sich von diesem vor allem durch sein von den verlängerten Dornfortsätzen der Wirbel gebildetes Rückensegel, das ähnlich dem des nicht verwandten, aber zur gleichen Zeit im gleichen Gebiet lebenden Spinosaurus war und vielleicht ein Hautsegel zur Thermoregulation trug. Die Dornfortsätze waren bis zu neunmal so hoch wie die Wirbelcentra. Die letzten Rückenwirbel waren seitlich abgeflacht, auf der Hinterseite konkav („opisthocoel“) und hatten fast horizontal abstehende Zygapophysen (Knochenstäbe). Insgesamt hatte Ouranosaurus 11 Hals-, etwa 17 Rumpf-, 6 Kreuzbein- und mehr als 40 Schwanzwirbel.
Die behufte Vorderhand von Ouranosaurus war schmaler als die von Iguanodon und im Gegensatz zu dieser nicht zum Greifen geeignet. Der Daumen jeder Hand trug einen Dorn, der allerdings deutlich kürzer war als bei Iguanodon. Ouranosaurus dürfte sich sowohl bi- als auch quadruped fortbewegt haben; zum schnellen Laufen, z. B. auf der Flucht vor Raubsauriern, nutzte das Tier wahrscheinlich nur die Hinterbeine. Die Phalangenformel des dreizehigen Hinterfußes beträgt 0.3.4.5.0.

### Schädel

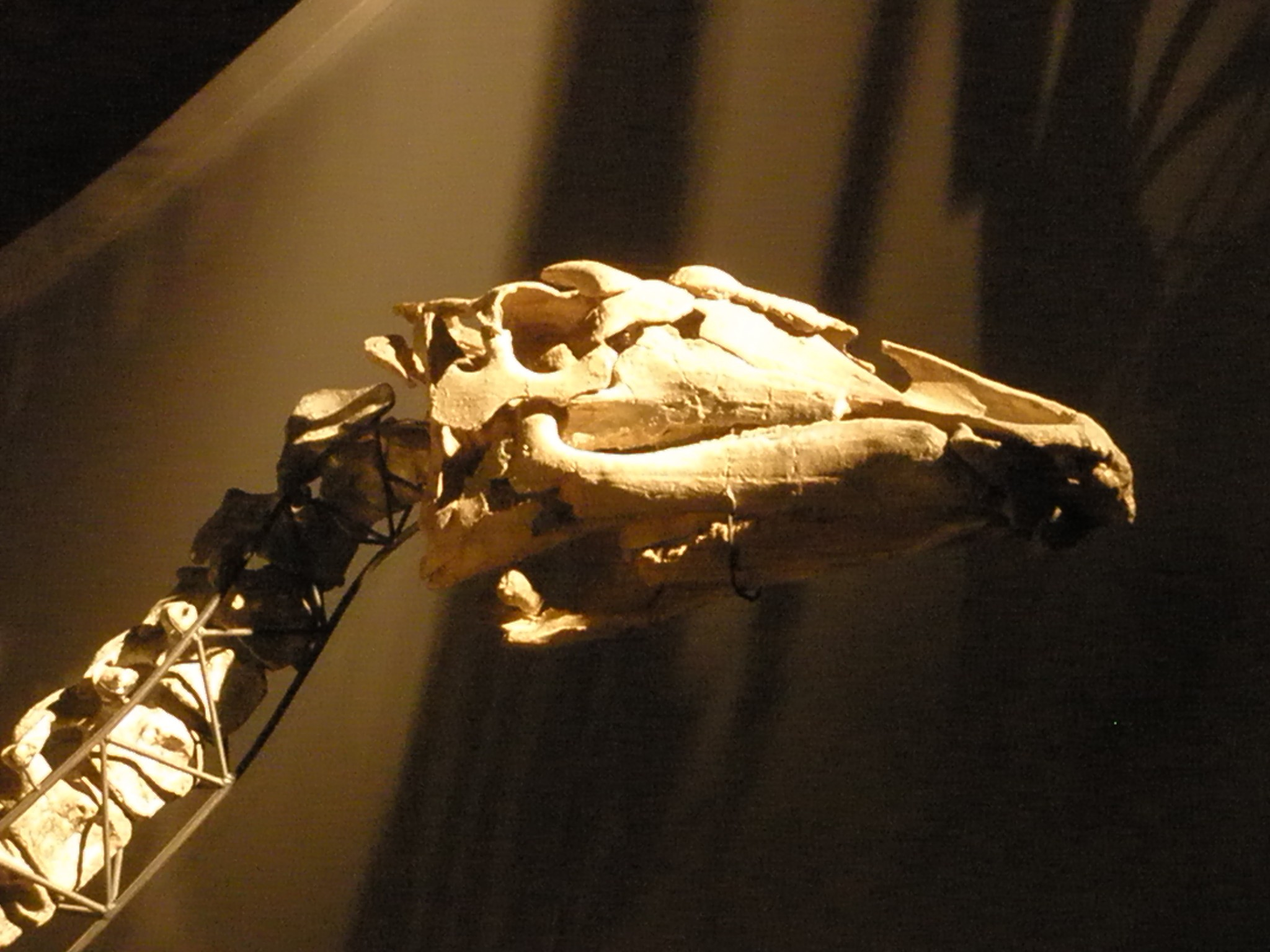
Schädel

Der 67 Zentimeter lange, 24 Zentimeter breite und 26 Zentimeter hohe Schädel von Ouranosaurus war oberseits flach, die Schnauze spitz und niedriger als bei Iguanodon, der Unterkiefer flacher. Insgesamt war er breiter als der von Iguanodon und ähnlich dem der Hadrosaurier. Wie Iguanodon hatte er blattartige, geriefte Zähne. Die Vorderkiefer waren zahnlos und endeten in einer Art „Entenschnabel“. Sein Hirnschädel war niedriger und breiter als der anderer Iguanodonten.

## Systematik
Ouranosaurus ist etwas weiter entwickelt als die Iguanodontia der Unterkreide und steht auf der Stammlinie der Iguanodonten nah bei, aber oberhalb von Iguanodon und basal zu Probactrosaurus, Protohadros und den Hadrosauriern.